# Bajdinc
Bajdin(e)c ali Bajdinški potok je potok, ki izvira v Želimeljski dolini nad juhovzhodnim robom Ljubljanskega barja, teče pod mostom magistralne ceste Ljubljana-Kočevje skozi Bajdinško sotesko preko Bajdinških slapov in se kot njen desni pritok izliva v potok Želimeljščico, ki teče skozi vas Želimlje. Ta se severno od Iga kot desni pritok izliva v reko Iščico, ki se nato izliva v Ljubljanico. Povirni tok potoka se imenuje Zdravščica.